# Banacaxá
Banacaxá är en ort i Mexiko.   Den ligger i kommunen Chilón och delstaten Chiapas, i den sydöstra delen av landet, 800 km öster om huvudstaden Mexico City. Banacaxá ligger 1 032 meter över havet och antalet invånare är 113.
Terrängen runt Banacaxá är kuperad. Runt Banacaxá är det glesbefolkat, med 16 invånare per kvadratkilometer. Närmaste större samhälle är Ocosingo, 18,3 km sydost om Banacaxá. I omgivningarna runt Banacaxá växer i huvudsak städsegrön lövskog.